# Michael Kubink
Michael Kubink (* 28. März 1964 in Köln) ist ein deutscher Rechtswissenschaftler, Autor und Justizvollzugsbeauftragter in Nordrhein-Westfalen.

## Leben
Kubnik wurde als Sohn des Politologen und Journalisten Siegfried 1964 in Köln geboren. Nach dem bestehen des Abiturs 1983 am Kölner Schiller-Gymnasiums studierte er Rechtswissenschaften an der Universität zu Köln. Im Juli 1992 schloss er das Promotionsverfahrens mit dem Rigorosum erfolgreich ab. Von 1994 bis 2001 war er wissenschaftlicher Assistent am Lehrstuhl für Kriminologie und Strafrecht der Universität zu Köln. 2001 habilitierte er mit dem Thema “Strafen und ihre Alternativen im zeitlichen Wandel” und ist als außerplanmäßiger Professor an der Universität Köln tätig. Seit 2003 leitete Referate im Justizministerium des Landes Nordrhein-Westfalen. 2014 wurde er zum Justizvollzugsbeauftragten in NRW ernannt. Er ist damit (Stand 2024) Deutschlands einziger Justizvollzugsbeauftragter. Er unterstützt als weisungsunabhängiger Berater in grundsätzlichen Angelegenheiten des Justizvollzugs das Justizministerium und hilft als Ombudsmann allen vom Strafvollzug in NRW Betroffenen, wie den rund 15.000 Häftlingem und die rund 9.000 Bediensteten der Justizvollzugsanstalten.
Jugendkriminalrecht und Strafvollzug zählen zu seinen Forschungsschwerpunkten.

## Werke (Auswahl)
- Verständnis und Bedeutung von Ausländerkriminalität, Centaurus-Verlags-Gesellschaft, 1992, ISBN 978-3-89085-797-8
- Fremdenfeindliche Straftaten, Duncker & Humblot, 1997, ISBN 978-3-428-08692-4
- Strafen und ihre Alternativen im zeitlichen WandelDuncker & Humblot, 2002, ISBN 978-3-428-10701-8
- mit Frank Neubacher: Kriminologie - Jugendkriminalrecht - Strafvollzug, Duncker & Humblot, 2014, ISBN 978-3-428-13950-7
- mit Carolin Springub: Der "Warnschussarrest" - oder wie man einen "Untoten" wiederbelebt, LIT Verlag, 2019, ISBN 978-3-643-14403-4